# تسارچه
تسارچه (به لاتین: Tsarche) یک منطقهٔ مسکونی در گرجستان است که در ناحیه گالی (آبخازیا) واقع شده‌است.